# 埼玉武蔵ヒートベアーズ
埼玉武蔵ヒートベアーズ（さいたまむさしヒートベアーズ、英: SAITAMA MUSASHI HEAT BEARS）は、プロ野球独立リーグ・ベースボール・チャレンジ・リーグ（ルートインBCリーグ）に所属する埼玉県のプロ野球球団。2015年加盟。発足から2018年シーズン（厳密には同年9月まで）の球団名は武蔵ヒートベアーズ。リーグにおける略称はチーム名改称後の2019年シーズンも「武蔵」とされていたが、2020年シーズンからは「埼玉」に変更されている。

## 概要
発足当時の球団名の「武蔵」は埼玉県がかつての武蔵国に存在することから、「ヒート」は暑いことで有名な地域であることから、「ベアーズ」は、強くたくましく反面愛嬌と愛くるしさのある熊と、本拠地のある熊谷市からとられた。リーグで都道府県名ではなく令制国名を名乗る球団は信濃グランセローズに次いで2チーム目であった。2021年まではリーグの東地区に所属した（2020年シーズンは新型コロナウイルスの感染拡大に伴う開催方式の変更により、東地区のグループB）。リーグが8球団となった2022年と2023年は南地区（South Division、2021年の東地区に相当）に所属した。地区制を取らなかった2024年を挟み、2地区制が復活した2025年からは西地区に所属する。
NPB球団が存在する都道府県に立地したBCリーグ初の球団である。2021年には同一県内のNPB球団である埼玉西武ライオンズとの間で、スタッフ（コーチ・トレーナー）派遣や西武二軍との交流戦実施、地域貢献活動の協働を内容とする連携を実施した。

### 開催球場
※本節の出典は、特記以外についてはリーグウェブサイトの試合日程による。
本拠地球場は熊谷市のさくら運動公園野球場で、埼玉県北地域を中心に活動する。リーグで特定の本拠地を設定する球団は、2014年に本拠地を定めた群馬ダイヤモンドペガサスに次ぐ事例である。
各年度のレギュラーシーズン（公式戦及び公式戦扱いとする交流戦）の埼玉県内における開催球場は以下の通り。

- 太字はその年度の最多開催球場。
- 5試合以上開催したシーズンがある球場は、背景を黄色としている。

| 球場名                                                | 2015年 | 2016年 | 2017年 | 2018年 | 2019年 | 2020年 | 2021年 | 2022年 | 2023年 | 2024年 | 10年間合計 |
| ----------------------------------------------------- | ------ | ------ | ------ | ------ | ------ | ------ | ------ | ------ | ------ | ------ | ---------- |
| さくら運動公園野球場                                  | 18     | 21     | 10     | 9      | 8      | 4      | 9      | 6      | 5      | 11     | 101        |
| 上谷総合公園野球場 （フラワースタジアム）             | 13     | 9      | 9      | 11     | 8      | 15     | 3      | 0      | 0      | 1      | 79         |
| 上尾市民球場 （UDトラックス上尾スタジアム）           | 0      | 0      | 8      | 10     | 7      | 8      | 11     | 12     | 14     | 10     | 80         |
| 北本総合公園野球場                                    | 0      | 0      | 0      | 4      | 9      | 1      | 0      | 0      | 0      | 0      | 14         |
| 本庄総合公園市民球場                                  | 5      | 3      | 1      | 0      | 0      | 0      | 0      | 0      | 0      | 0      | 9          |
| 埼玉県営大宮公園野球場                                | 2      | 0      | 2      | 0      | 2      | 1      | 2      | 3      | 7      | 2      | 21         |
| 越谷市民球場                                          | 0      | 3      | 5      | 0      | 0      | 0      | 0      | 0      | 0      | 0      | 8          |
| 飯能市民球場                                          | 0      | 0      | 0      | 0      | 0      | 0      | 5      | 4      | 3      | 0      | 12         |
| 小鹿野町総合運動公園野球場                            | 0      | 1      | 1      | 1      | 1      | 0      | 0      | 1      | 0      | 0      | 5          |
| 東松山野球場                                          | 0      | 0      | 0      | 0      | 0      | 0      | 2      | 1      | 0      | 0      | 3          |
| さいたま市営大宮球場 （レジデンシャルスタジアム大宮） | 0      | 0      | 0      | 0      | 0      | 0      | 0      | 1      | 4      | 4      | 9          |
| 所沢航空記念公園野球場                                | 0      | 0      | 0      | 0      | 0      | 0      | 0      | 1      | 2      | 1      | 4          |
| 幸手総合公園ひばりヶ丘野球場                          | 0      | 0      | 0      | 0      | 0      | 0      | 0      | 0      | 1      | 1      | 2          |

埼玉県外では、2019年6月12日に宮城県南三陸町の平成の森しおかぜ球場で1試合が開催された。この試合は、元東北楽天ゴールデンイーグルス投手でヘッドコーチの片山博視の働きかけで開催が決まった。
2022年4月29日には千葉県の浦安市運動公園野球場で1試合が開催された。これは、後述するG.G.佐藤の父親が社長（佐藤も副社長）を務める企業が試合の冠スポンサーとなって実施されたものである。
- 特記事項
  - 本庄総合公園市民球場では、当球団発足前の2009年から2011年まで、群馬ダイヤモンドペガサス主催の公式戦が開催されていた。
  - 北本総合公園野球場は、2018年9月より2022年3月まで、球団が命名権を獲得して「ヒートベアーズ北本スタジアム」となっていた[20][注釈 4]。
  - 2018年には、雨天順延試合の代替として、リーグとして4年ぶり2球団目となるダブルヘッダー（相手は群馬・新潟の変則開催）を9月11日に実施している。
  - 2020年の当初日程（新型コロナウイルスの感染拡大による変更前）では、初めて東松山野球場で1試合が予定されていた[21]。日程に含まれない越谷や本庄も「公式戦開催球場」のリストには掲載されていた[21]。
  - 2021年は小鹿野や命名権を持つ北本では当初から設定がなく[22]、試合設定のない本庄や越谷は当初より開催球場リストから除外された[23]。
  - 2022年と2023年はフラワースタジアムは当初より開催予定がなく、2023年のリーグの開催球場リストからは名前が除去されていた[24][25][26]。
  - 2024年は、飯能・小鹿野・東松山は当初から開催予定がなく、東松山は開催球場リストからも除去された[27]。一方、越谷が4年ぶりにリストに掲載された（開催はなし）[27]。
  - 2025年は北本で5年ぶりに1試合が開催された[28]。

ポストシーズンゲームは、2023年のリーグチャンピオンシップ第3戦を上尾で実施し（相手は信濃）、これがチーム発足以来初のホームゲームとなった。続く第4戦と第5戦は熊谷で実施されたが、9月23日は1回裏雨天ノーゲームとなった。
それまでには、2021年のリーグチャンピオンシップはトーナメント形式の都合で、また2023年の地区チャンピオンシップは球場確保の都合で、いずれもホームゲームを実施しなかった。

## 歴史
2013年
- 9月に埼玉県に本社を置くLPガス容器の耐圧検査を専門とするイーストジャパンアップに設立準備部門が設置され、埼玉県を本拠地とした球団設立に向けて準備が進められ、12月6日に2015年シーズンからの参入を目標とした新球団設立がBCリーグに準加入として承認された。

2014年
- 6月24日に行われたBCリーグの代表者会議で、福島県を本拠地とする福島ホープスと共に2015年シーズンからの新規参入が正式承認された。ゼネラルマネージャー (GM) は元NPB千葉ロッテマリーンズ、大阪近鉄バファローズなど、BCリーグでは群馬ダイヤモンドペガサスの監督をつとめた五十嵐章人。アドバイザー兼地域貢献事業担当運営室長に地元出身の元阪神タイガース、東北楽天ゴールデンイーグルスなどの星野おさむ。9月には宣伝本部長にパンチ佐藤が就任した。10月27日にアドバイザーの星野が初代監督に、11月26日に地元出身で元埼玉西武ライオンズ、読売ジャイアンツなどの石井義人が打撃コーチに、それぞれ就任することが発表された。

2015年
- 4月11日に球団初の公式戦を行い、群馬ダイヤモンドペガサスに0-7で敗れる。翌12日の群馬戦で4-2で勝利し、球団初勝利を挙げる。4月18日、熊谷さくら運動公園野球場で球団初のホームゲームを行い、福島ホープスに6-2で勝利した。5月8日、星野おさむ監督が一身上の都合を理由に監督を退任。小林宏之投手コーチが監督代行に就任し、ゼネラルマネージャーの五十嵐章人がヘッドコーチに就任した。
- シーズン終了後の10月1日、宣伝本部長のパンチ佐藤が、契約満了により退任。
- 10月22日、2015年度新人選手選択会議にて、読売ジャイアンツからは小林大誠、田島洸成、大竹秀義、矢島陽平が、中日ドラゴンズからは三ツ間卓也がいずれも育成ドラフトで指名された。
- 11月4日、監督代行の小林宏之が正式な監督に就任することが発表される。12月17日には袴田英利のヘッドコーチ就任が発表された。

2016年

2017年
- シーズン終了後の11月10日、監督の小林とコーチの袴田の退任がそれぞれ発表された。11月15日、後任監督として、選手兼任コーチだった角晃多が現役を引退して就任することが発表された。リーグでは初の20代の監督となる。12月7日には、元東北楽天ゴールデンイーグルスの片山博視が選手兼任の投手コーチに就任することを発表。12月15日に、五十嵐章人の副社長・ゼネラルマネージャー退任を発表。

2018年
- シーズン終了後の10月1日に、チーム名を「埼玉武蔵ヒートベアーズ」に変更したことを発表した。

2019年
- 1月、株式会社温泉道場が球団と業務提携（Cooperative Company）を結んだことを発表。
- 2月、北本市と包括連携協定を締結する。
- 10月17日、2019年度新人選手選択会議 にて、埼玉西武ライオンズから松岡洸希が支配下3位、読売ジャイアンツから加藤壮太が育成2位で指名された。

2020年
- 1月1日付で株式会社温泉道場が球団運営を埼玉県民球団より譲受の上、球団運営会社として株式会社埼玉武蔵ヒートベアーズを設立し、運営会社が変更された。従来の球団社長だった今井英雄は、新会社でも代表取締役COO兼社長執行役員を務めている。
- 6月15日に本拠地のある熊谷市との間で相互連携・協力に関する協定（ヒートベアーズフレンドシップ協定）を締結した。
- 7月13日、元MLBの田澤純一の入団を発表した。
- 公式戦は他の大半の球団同様無観客で開始され、有観客に移行したのは7月20日からとなった。また、雨天中止となった対神奈川戦1試合は振替を実施せず、試合数は当初予定より1試合少ない59試合となった。

2021年
- 2月24日、アドバイザーとして堀江貴文の就任を発表した。
- 8月12日、チーム関係者に新型コロナウイルス感染症陽性反応者が確認されたことから、同日および翌日の試合を中止と発表（いずれも振替実施予定）。8月13日のPCR検査で陽性反応者が1人確認されたが、濃厚接触者ではないと保健所が判定したため、8月14日の時点では15日以降の公式戦は通常通り実施されるとしていた。しかし、15日になって「関係各位との協議の結果、チーム関係者及びファンの皆様の安全を最大限に考慮」して、8月17日から19日までに対戦予定だった3試合を中止に変更した。その後、8月24日に、当面の間ホームゲームを無観客で開催すると発表した。
- 9月6日、リーグの球団として初めてクラブトークンを発行して同日より販売を開始すると発表した。
- 9月9日、初の東地区優勝が決定。躍進の背景として、西武からの人材派遣や立正大学データサイエンス部との連携による走塁研究などが指摘されている。
- 9月22日、オセアン滋賀ブラックスとのプレーオフシリーズ準決勝に敗退。対戦成績は1勝1敗1分だったが、予備日程が残っておらず、得失点差により滋賀が埼玉を上回り決勝進出となった。
- 11月24日に、来年から九州アジアリーグのリーグ戦に参加する福岡北九州フェニックス（堀江貴文が関与）と合同トライアウトを開催した。
- 12月7日の取締役会において、監督の角晃多が球団の代表取締役社長に就任することが決定した。また、12月14日には北海道フロンティアリーグの士別サムライブレイズとの間で「連携協力に関する基本協定」を締結した。

2022年
- シーズン開幕後の4月25日、元千葉ロッテマリーンズのG.G.佐藤が現役選手として入団することを発表。佐藤はこれに先立って引退試合をおこなうことを発表していた。1日だけの所属・出場となった4月29日の神奈川戦（浦安市運動公園野球場）では3安打の猛打賞を記録し、試合終了（降雨のため5回コールド）後には佐藤の引退セレモニーが実施され、前年の松坂大輔の引退セレモニーを模倣する形でニッチローが登場する演出がなされた。
- 7月21日、チーム関係者10名が新型コロナウイルス感染症陽性と判定され、球団業務以外の活動を自粛。当初は26日までの試合が中止と発表されたが、その後試合中止期間が31日までに延長された。
- 12月14日、監督の角晃多の退任を発表。
- 12月21日、来シーズンの監督として、元西武ライオンズの西崎幸広が就任することを発表した。

2023年
- 3月8日、元千葉ロッテマリーンズ選手の清田育宏が練習生として入団することを発表。
- 8月31日 - 2年ぶり2回目となる地区優勝を達成。
- 9月9日 - 2位栃木との地区チャンピオンシップに勝利し、リーグチャンピオンシップ進出が決定。
- 9月26日 - 北地区優勝の信濃をリーグチャンピオンシップで破り、創設以来初のリーグ年間優勝を達成。
- 10月1日 - 初出場のグランドチャンピオンシップ決勝で火の国サラマンダーズに敗れ、準優勝となる。先に引退を表明していた清田育宏にとっては現役最終試合となった。

2024年
- 3月20日、前年で現役を引退した清田育宏のコーチ就任を発表。
- 4月23日、ヘッドコーチ兼選手の片山博視について、「球団規定及びリーグ契約書に反した」ことを理由に、自由契約で退団となったことが発表された。
- シーズン終了後の9月15日に監督の西崎が今シーズンをもって退任することを発表した。10月8日には投手コーチ兼任の由規の現役引退と退団が発表された。11月13日にコーチの清田が監督に就任することが発表された。

2025年
- 5月5日、はなわが「臨時コーチ」として入団することを発表した。

## 成績

### シーズン
| 年度 | 期 | 監督                          | 順位 | 試合 | 勝利 | 敗戦 | 引分 | 勝率 | ゲーム差 | 打率        | 防御率      | 本塁打    |
| ---- | -- | ----------------------------- | ---- | ---- | ---- | ---- | ---- | ---- | -------- | ----------- | ----------- | --------- |
| 2015 | 前 | 星野おさむ・ 小林宏之（代行） | 2    | 37   | 21   | 14   | 2    | .600 | 2.5      | .249（6位） | 3.45（2位） | 11（8位） |
| 2015 | 後 | 星野おさむ・ 小林宏之（代行） | 4    | 36   | 14   | 17   | 5    | .452 | 5.0      | .249（6位） | 3.45（2位） | 11（8位） |
| 2016 | 前 | 小林宏之                      | 4    | 36   | 12   | 22   | 2    | .353 | 6.5      | .247（8位） | 4.56（8位） | 20（8位） |
| 2016 | 後 | 小林宏之                      | 4    | 36   | 10   | 19   | 7    | .345 | 10.5     | .247（8位） | 4.56（8位） | 20（8位） |
| 2017 | 前 | 小林宏之                      | 3    | 35   | 15   | 17   | 3    | .469 | 5.0      | .247（9位） | 4.20（6位） | 31（8位） |
| 2017 | 後 | 小林宏之                      | 5    | 36   | 12   | 23   | 1    | .343 | 12.0     | .247（9位） | 4.20（6位） | 31（8位） |
| 2018 | 前 | 角晃多                        | 4    | 35   | 13   | 20   | 2    | .394 | 9.5      | .268（9位） | 6.44（9位） | 49（5位） |
| 2018 | 後 | 角晃多                        | 5    | 35   | 7    | 25   | 3    | .219 | 19.0     | .268（9位） | 6.44（9位） | 49（5位） |
| 2019 | 前 | 角晃多                        | 4    | 34   | 15   | 18   | 1    | .455 | 5.0      | .258（9位） | 4.93（7位） | 45（3位） |
| 2019 | 後 | 角晃多                        | 4    | 36   | 16   | 18   | 2    | .343 | 7.5      | .258（9位） | 4.93（7位） | 45（3位） |
| 2020 | 全 | 角晃多                        | 2    | 59   | 24   | 27   | 8    | .471 | 10.0     | .261（9位） | 4.51（7位） | 22（7位） |
| 2021 | 全 | 角晃多                        | 1    | 60   | 33   | 22   | 5    | .600 | ※1.5     | .285（6位） | 4.19（6位） | 32（7位） |
| 2022 | 全 | 角晃多                        | 3    | 58   | 24   | 29   | 5    | .453 | 10.5     | .263（5位） | 3.93（4位） | 26（4位） |
| 2023 | 全 | 西崎幸広                      | 1    | 65   | 33   | 29   | 3    | .532 | ※2.5     | .267（5位） | 3.92（2位） | 45（2位） |
| 2024 | 全 | 西崎幸広                      | 5    | 54   | 19   | 30   | 5    | .388 | 13.0     | .246（7位） | 4.18（4位） | 12（6位） |

- 順位は2024年を除いて地区（2015年 - 2021年は東地区、2020年は東地区グループB、2022年・2023年は南地区）での順位、打率・防御率・本塁打はリーグ総合での順位。
- 金地はリーグ優勝、銀地は地区優勝。
- 優勝したシーズンのゲーム差は※を付けて2位チームとのゲーム差を表記。
- 2021年シーズンは、リーグ戦の打ち切りなどにより10試合を未消化でシーズンを終了。
- 2022年シーズンも、NPB3軍交流戦の振替非実施や、9月7日での公式戦振替打ち切りにより、9試合が未消化で終了した。
- 2023年シーズンも、巨人3軍との交流戦1試合の振替を実施せず、未消化で終了した。
- 2024年シーズンも、ソフトバンク3軍・西武3軍との交流戦各1試合の振替を実施せず、未消化で終了した。

### プレーオフ
※トーナメント制
- 2021年 - 準決勝敗退（対戦は滋賀）

### 地区チャンピオンシップ
- 2023年 - リーグチャンピオンシップ進出（1勝0敗、対戦は栃木、地区優勝のため1勝で勝ち抜け）

### リーグチャンピオンシップ
- 2023年 - 優勝（3勝1敗1分：対戦は信濃）

### グランドチャンピオンシップ
- 2023年 - 準優勝（徳島に勝利、火の国に敗退）

## 選手・スタッフ
指導者と選手は
- アドバイザー：堀江貴文

## マスコットキャラクター
熊の男の子の「MB」（エンビー）と、チアリーダーの「MBna」（エンビーナ）である。

## チアリーディングチーム
球団公認のチアリーディングチームは、2019年まで「Honey Bees」が存在した。
2021年、リーグスポンサーでもあるエイジェックのグループ会社、エイジェックスポーツマネジメントに所属するチアパフォーマンスチーム「B girls」が新たに発足し、球団公式チアリーダーとして活動している。

## 応援団
2020年時点で地元の関東地方以外にも、北海道・福島県・関西に支部が存在した。2019年シーズンには応援をリードする「武蔵大使」というメンバー3人が球団公認でアサインされていた。
2017年時点では、球場により鳴り物応援の時間制限等が存在していた。
2023年時点で、Twitter（X）等により活動が確認できた団体は下記の通り。
- 埼玉武蔵ヒートベアーズ応援団連合（埼武連）[99][100]
  - 各応援団の連合団体

以下は連合の傘下団体。
- 関東熱熊（ねっちゅう）会[101]
  - 関東を拠点としている。特別応援許可がないと応援団活動ができない[102]NPB二軍との試合にも参戦している[103]。
- 関東熱熊会常磐支部平熱熊会[104]
- 関西英武会[105]
- 北海道熊出没注意[106]
  - 2020シーズンに発足[106]。北海道を拠点としている[106]。

2023年シーズン終了後の10月1日に「埼玉武蔵ヒートベアーズ応援団連合」および傘下団体は解散し、2024年1月に新たな応援団「Grizzly」が発足した。

## 球団ソング
球団公式テーマ 「燃えろ！ヒートベアーズ」
2021年3月に応援歌『Rising Blue』が発表された。